# Jonn Serrie
Jonn Serrie este un compozitor de space music, ambient și muzică New Age. El a înregistrat cel puțin optsprezece albume și a lucrat la diverse proiecte pentru Lucasfilm, IMAX Corporation, NASA, United States Navy, Hayden Planetarium, Expo Seville, și CNN.
În 2001 Jonn Serrie a fondat Bursa de Muzică Galaxy, o bursă anuală de 1000 USD $, pentru absolvenții de liceu care doresc o carieră muzicală în compoziția de space music și New Age. Serrie locuiște în Atlanta, Georgia.

## Discografie
- 1987 — And the Stars Go with You
- 1989 — Flightpath
- 1990 — Tingri
- 1992 — Planetary Chronicles, Volume 1
- 1993 — Midsummer Century
- 1994 — Planetary Chronicles, Volume 2
- 1995 — Ixlandia
- 1997 — Upon a Midnight Clear
- 1998 — Spirit Keepers
- 1998 — Dream Journeys
- 2000 — Century Seasons: The Space Music of Jonn Serrie
- 2000 — Hidden World (cu Gary Stroutsos)
- 2001 — Lumia Nights
- 2001 — Yuletides
- 2003 — The Stargazer's Journey
- 2004 — Merrily on High
- 2005 — Epiphany: Meditations on Sacred Hymns
- 2006 — Sunday Morning (release ediție limitată)
- 2009 — Hidden World Beyond (cu Gary Stroutsos)
- 2009 — Thousand Star
- 2010 — Christmas Prayers
- 2011 — Sunday Morning Peace

Alte proiecte:
- 2000 — Tai Chi Meditation, Vol. 1: Life Force Breathing (de Dr. Jerry Alan Johnson)
- 2000 — Tai Chi Meditation, Vol. 2: Eight Direction Perception (de Dr. Jerry Alan Johnson)